# All Saints (Band)
All Saints sind eine britische Girlgroup, benannt nach der All Saints Road im Londoner Stadtteil Ladbroke Grove, wo die Geschichte der Gruppe im Tonstudio Studio 1 begann. Die Mitglieder der Gruppe sind die Schwestern Nicole und Natalie Appleton, Melanie Blatt und Shaznay Lewis.

## Geschichte
1993 wurde die Gruppe als All Saints 1.9.7.5 von Melanie Blatt, Shaznay T. Lewis und Simone Rainford gegründet. Es wurden mehrere Singles veröffentlicht, wobei sich Lewis auch als Songwriterin profilierte. 1995 kamen die aus Kanada stammenden Appleton-Schwestern hinzu, nachdem Rainford ausgestiegen war, und die Gruppe benannte sich in All Saints um. Der Durchbruch gelang dem Quartett im Herbst 1997 mit den Erfolgssingles I Know Where It’s At und Never Ever. Auf dem Debüt-Album All Saints fanden sich daneben erfolgreiche Lieder wie Neu-Interpretationen von Lady Marmalade, im Original von Patti LaBelle, und Under the Bridge von den Red Hot Chili Peppers. Ende 1999 wurde auf Grund des anhaltenden Erfolges ihres ersten Albums das The Remix Album veröffentlicht. 
Wegen Melanie Blatts Schwangerschaft, die am 22. November 1998 eine Tochter zur Welt brachte, pausierten die All Saints zunächst für längere Zeit. Anfang 2000 kamen die vier Frauen wieder zusammen, und es folgte ihr zweites Studioalbum Saints and Sinners, das unter anderem die Hits Black Coffee, All Hooked Up und den Soundtrack-Titel Pure Shores aus dem Film The Beach enthält. Ende 2001 folgte das Greatest-Hits-Album All Hits, doch kurz darauf trennte sich die Gruppe.
Im Frühjahr 2006 tat sich die Gruppe erneut zusammen. Die erste Single vom neuen Album Studio 1 hieß Rock Steady und erschien Ende Oktober 2006. Sie platzierte sich in Großbritannien wieder unter den Top 10. Nachdem die zweite Single Chick Fit in den Download-Charts aber nur Platz 189 erreicht hatte, wurde diese erst gar nicht offiziell veröffentlicht. Am 12. September 2008 verkündeten die All Saints bei einer Pressekonferenz, dass sie ein neues Album aufnehmen würden. Da es jedoch nicht gelang, eine Plattenfirma zu finden, verkündete Melanie Blatt schließlich im August 2009 die endgültige Auflösung der Gruppe. Im September 2010 erschien ein weiteres Greatest-Hits-Album mit dem Titel Pure Shores: The Very Best of All Saints.
Im November 2013 wurde eine zweite Wiedervereinigung bekanntgegeben, und Anfang 2014 trat die Band bei fünf Terminen im Vorprogramm der Backstreet Boys auf. Außerdem gaben sie ein Konzert im Londoner Nachtclub G-A-Y und traten beim V Festival auf. Anfang Juli 2015 veröffentlichte die Band ein Teaser-Video, in dem sie ein großes Comeback und neue Musik ankündigten. Ihr viertes Studioalbum Red Flag wurde dann am 8. April 2016 veröffentlicht und konnte sich in den UK-Album-Charts auf Platz 3 platzieren. Die erste Single-Auskopplung One Strike erschien bereits am 23. Februar 2016 und handelte von der Trennung von Nicole Appleton und Liam Gallagher. Als weitere Single-Auskopplungen erschienen im Mai This Is a War und im Oktober One Woman Man. Im Oktober 2016 absolvierte die Band zudem die Red Flag-Tour, die erste eigene Tournee von All Saints seit 15 Jahren.
Im Frühjahr 2017 traten All Saints als Vorband von Take That auf deren Großbritannien-Tournee Wonderland auf. Sie waren bei allen Konzerten der Tournee dabei.
2018 veröffentlichte die Band mit dem Album Testament ihr insgesamt fünftes und zweites Album nach dem ursprünglichen Split. Das Album erreichte Platz 15 der britischen Charts. Das Album entstand mit dem britischen Musikproduzenten William Orbit, ihrem langjährigen Produzenten K-Gee und George Moore.
2020 erschien eine Coverversion von Message in a Bottle, im Original von The Police, das sie zusammen mit dem Originalsänger Sting umsetzten. Der Song war bereits seit 2018 Bestandteil ihres Livesets.

## Soloprojekte der einzelnen Mitglieder
Nicole und Natalie schlossen sich zwischenzeitlich zu einem Duo zusammen und benutzten ihre Nachnamen für den Bandnamen Appleton. Zwischen Herbst 2002 und Mitte 2003 kamen die drei Singles Fantasy, Don’t Worry und Everything Eventually sowie das Album Everything’s Eventual auf den Markt.
Im Sommer 2004 feierte Shaznay Lewis ihr Debüt als Solokünstlerin mit dem Album Open und zwei Auskopplungen daraus. Auch Melanie Blatt konnte sich im Frühjahr 2005 mit der Musik zum Film Robots, zu dem sie die Titelmusik beisteuerte, als Solokünstlerin beweisen.
Am 25. Mai 2013 starb Gründungsmitglied Simone Rainford im Alter von 38 Jahren an den Folgen von Nierenkrebs.

## Diskografie
Studioalben

| Jahr | Titel Musiklabel                        | Höchstplatzierung, Gesamtwochen, AuszeichnungChartplatzierungen (Jahr, Titel, Musiklabel, Platzierungen, Wochen, Auszeichnungen, Anmerkungen) | Höchstplatzierung, Gesamtwochen, AuszeichnungChartplatzierungen (Jahr, Titel, Musiklabel, Platzierungen, Wochen, Auszeichnungen, Anmerkungen) | Höchstplatzierung, Gesamtwochen, AuszeichnungChartplatzierungen (Jahr, Titel, Musiklabel, Platzierungen, Wochen, Auszeichnungen, Anmerkungen) | Höchstplatzierung, Gesamtwochen, AuszeichnungChartplatzierungen (Jahr, Titel, Musiklabel, Platzierungen, Wochen, Auszeichnungen, Anmerkungen) | Höchstplatzierung, Gesamtwochen, AuszeichnungChartplatzierungen (Jahr, Titel, Musiklabel, Platzierungen, Wochen, Auszeichnungen, Anmerkungen) | Anmerkungen                                                  |
| Jahr | Titel Musiklabel                        | DE | AT | CH | UK | US | Anmerkungen                                                  |
| ---- | --------------------------------------- | --- | --- | --- | --- | --- | ------------------------------------------------------------ |
| 1997 | All Saints London Records (Polygram)    | DE12 (22 Wo.)DE | AT15 (16 Wo.)AT | CH3 Platin · (25 Wo.)CH | UK2 ×5Fünffachplatin · (83 Wo.)UK | US40 Platin · (49 Wo.)US | Erstveröffentlichung: 15. Oktober 1997 Verkäufe: + 3.505.226 |
| 2000 | Saints and Sinners London Records (WMG) | DE14 (11 Wo.)DE | AT12 (5 Wo.)AT | CH7 (10 Wo.)CH | UK1 ×2Doppelplatin · (23 Wo.)UK | — | Erstveröffentlichung: 16. Oktober 2000 Verkäufe: + 1.035.000 |
| 2006 | Studio 1 Parlophone (EMI)               | — | — | CH73 (1 Wo.)CH | UK40 Gold · (2 Wo.)UK | — | Erstveröffentlichung: 13. November 2006 Verkäufe: + 100.000  |
| 2016 | Red Flag London Records (BMG)           | — | — | CH70 (1 Wo.)CH | UK3 (4 Wo.)UK | — | Erstveröffentlichung: 8. April 2016                          |
| 2018 | Testament AS Recordings (BMG)           | — | — | — | UK15 (1 Wo.)UK | — | Erstveröffentlichung: 27. Juli 2018                          |